# Взаимодействие многих тел
Комплекс задач о взаимодействии многих тел достаточно обширный и является одним из базовых, далеко не полностью разрешённых, разделов механики. В рамках ньютоновской концепции проблема ветвится на:
1. комплекс задач столкновения двух и более материальных тел, когда влияние тел друг на друга ограничено временем их непосредственного соприкосновения;
2. связные колебания материальных тел при ограниченном влиянии тел друг на друга соседними телами;
3. комплекс задач о взаимном движении тел под влиянием гравитационных, электрических полей всех тел друг на друга.

Иными словами, комплекс задач разделяется по условию взаимодействия тел между собой, когда теми или иными нюансами взаимодействий можно пренебречь. В первом случае пренебрегают взаимодействием вне прямого контакта между телами. Во втором случае пренебрегают взаимодействиями с несоседними элементами системы. В третьем случае, как правило, не рассматривают задачи непосредственного контакта между телами. Указанные ограничения обусловлены сложностью общего решения задачи, которое по идее должно в себя включать все три комплекса задач.

## Рассеяние двух и более материальных тел
Данный комплекс задач, решаемый в рамках теории удара в свою очередь подразделяется на
- абсолютно упругие столкновения;
- абсолютно неупругие столкновения;
- частично упругие столкновения.

Также этот комплекс задач подразделяется на задачи центрального и нецентрального столкновения.
Для двух тел прямым или центральным называется соударение, при котором общая нормаль к поверхности тел в точке касания проходит через их центры масс и когда скорости центров масс в начале удара направлены по общей нормали. Для многих тел центральным можно считать соударение, при котором для каждого из двух тел системы нормаль к поверхности тел в точке касания проходит через их центры масс и когда геометрическими размерами самих масс можно пренебречь.

### Абсолютно упругие столкновения
Для центрального соударения двух тел решение задачи имеет вид,
где {\displaystyle v_{1},\,v_{2}} — скорости тел до соударения; {\displaystyle m_{1},\,m_{2}} — массы двух тел, {\displaystyle u_{1},\,u_{2}} — скорости тел после соударения.
Для 'n' тел решение имеет вид
где {\displaystyle i} — номер исследуемого тела системы;
{\displaystyle {\vec {v}}_{mi}={\frac {1}{M_{i}}}\sum \limits _{j\neq i}^{n}{m_{j}{\vec {v}}_{j}=}{\frac {1}{M_{i}}}\left({m_{1}v_{1}+m_{2}v_{2}+...+m_{i-1}v_{i-1}+m_{i+1}v_{i+1}+...+m_{n-1}v_{n-1}+m_{n}v_{n}}\right)};
{\displaystyle M_{i}=\sum \limits _{j\neq i}^{n}{m_{j}=}\,\,m_{1}+m_{2}+...+m_{i-1}+m_{i+1}+...+m_{n-1}+m_{n}}.
http://selftrans.narod.ru/v5_1/many_body/many_body65/agfig9.gif
При нецентральном ударе следует учитывать вращающий момент, возникающий за счёт нецентральности удара, на который распределяется часть энергии и количества движения соударяющихся тел.

### Абсолютно неупругие столкновения
Для центрального абсолютно неупругого удара двух тел решение имеет вид,
Потеря энергии при ударе определяется теоремой Карно: Кинетическая энергия, потерянная системой тел при абсолютно неупругом ударе, равна той кинетической энергии, которую имела бы система, если бы двигалась с потерянными скоростями.
Энергия, которая переходит в нагревание соударяющихся тел вследствие абсолютно неупругого удара, определяется выражением
При нецентральном ударе, как и в случае абсолютно упругого удара, необходимо учитывать вращающий момент, образующийся вследствие нецентральности удара. Он приводит к совместному вращению слипшихся тел после удара.

### Неабсолютно упругий удар
При неабсолютно упругом (или просто неупругом) ударе для нахождения решения используют понятие коэффициента восстановления при ударе.
Коэффициент восстановления в теории удара — величина, зависящая от упругих свойств соударяющихся тел и определяющая, какая доля начальной относительной скорости этих тел восстанавливается к концу удара. Коэффициент восстановления. характеризует потери механической энергии соударяющихся тел вследствие появления в них остаточных деформаций и их нагревания. Обычно коэффициент восстановления определяется по отскоку тела от массивной плиты. При этом коэффициент, в частности, равен
- дерево о дерево 1/2;
- сталь о сталь 5/9;
- слоновая кость о слоновую кость 8/9;
- стекло о стекло 15/16.

При неупругом центральном ударе двух тел, учитывая, что удар зависит от разности скоростей, коэффициент восстановления определяется соотношением
Потеря энергии при неупругом ударе определяется выражением:
При нецентральном ударе в пренебрежении трением коэффициент восстановления определяется только для проекций скоростей, перпендикулярных поверхности касания тел.

### Связные колебания материальных тел
Связные колебания материальных тел описываются системой уравнений второго порядка. Например, для конечной, однородной упругой линии, на средний элемент которой воздействует внешняя гармоническая сила {\displaystyle F(t)}, данная система уравнений имеет вид
{\displaystyle m{\frac {d^{2}\Delta _{1}}{dt^{2}}}=s(\Delta _{2}-\Delta _{1})\,\,;}
{\displaystyle m{\frac {d^{2}\Delta _{2}}{dt^{2}}}=s(\Delta _{3}+\Delta _{1}-2\Delta _{2})\,\,;}
. . . . . . . . . . . . . . . . . . . . ;
{\displaystyle m{\frac {d^{2}\Delta _{k}}{dt^{2}}}=F(t)+s(\Delta _{k+1}+\Delta _{k-1}-2\Delta _{k})\,\,;}
. . . . . . . . . . . . . . . . . . . . ;
{\displaystyle {m{\frac {d^{2}\Delta _{n}}{dt^{2}}}=s(\Delta _{n-1}-\Delta _{n})\,}}.
В данной системе уравнений первое, последнее и {\displaystyle k}-е уравнение отличается от остальных, определяя соответственно граничные и начальные условия колебаний, возникающих в данной динамической системе. Таким образом, для динамической системы с сосредоточенными параметрами дополнительные условия кроме самой системы дифференциальных уравнений не нужны. При нахождении точных аналитических решений указанные особенности в моделирующей системе уравнений приводят к различию решений задачи. В частности, они описывают условия возникновения колебаний в одной из ветвей, как и одновременное существование прогрессивной и стоячей волны в динамической системе.
Системы уравнений, описывающих дискретные динамические системы, имеют, как правило, три решения: периодическое, критическое и апериодическое. Исключением являются динамические системы с резонансными подсистемами. В данных системах возникает режим «отрицательной меры инерции».
Важно отметить, что при предельном переходе к динамическим системам с распределёнными параметрами на уровне моделирующих дифференциальных уравнений, начальные и граничные условия исчезают и система сводится к волновому уравнению. При этом введение дополнительных начальных и граничных условий становится насущной необходимостью. Одновременно с этим возникает проблема записи данных условий, особенно в нетривиальных случаях переходов между отрезками линий с различными параметрами, при нестационарных границах и т. д. С другой стороны, если использовать предельный переход не для моделирующих уравнений, а для их решений, то особенности, заложенные в моделирующей системе уравнений, сохраняются в решениях и при предельном переходе отображаются в решениях для распределённой динамической системы. Это снимает проблему границ при нахождении решений для динамических систем со сложными границами и начальными условиями.
Многомерные динамические системы рассматривают в основном численными методами и методами дискретной математики. В частности, разрабатываются направления расширения метода Крылова-Боголюбова на {\displaystyle n}-мерные системы; численное моделирование методами дискретной математики; методы на основе качественной теории дифференциальных уравнений и графоаналитические методы абстрактной алгебры и т. д.
Ряд исследователей занимается проблемами состыковки задач удара с задачами для гладких систем.
Отсутствие точных решений для базовых многомерных моделей принуждает искать некоторые частные приближения, а зачастую ограничиваться только отдалёнными внешними оценками поведения динамических дискретных систем. На сегодняшний день «в более широком плане проблема состоит в том, чтобы найти такой набор условий, который выполнялся бы для типичной динамической системы и в то же время в значительной степени определял бы её возможные свойства, делая ситуацию более или менее обозримой. Такая общая постановка не является столь чёткой. Однако несомненно, что эта проблема решена в случае малой размерности фазового пространства и не решена в общем случае».

## ПроблемаNтел
Проблема {\displaystyle N} тел подразделяется на:
- проблему рассеяния тел (нестационарного движения) вследствие взаимодействия во взаимных полях друг друга;
- проблему взаимного стационарного движения тел в полях друг друга.

В свою очередь, проблема стационарного движения традиционно подразделяется на задачу двух тел, задачу трёх тел и задачу {\displaystyle N}тел. Кроме того, также традиционно, задачи о нестационарном движении тел используются для исследования движения в физике элементарных частиц, то есть в электрических полях, а задачи о стационарном движении — в астрофизике, то есть в гравитационных полях.

### Задача двух тел
В настоящее время считается, что задача двух тел решена точно, «потому что она может быть сведена к задаче Кеплера, то есть к системе частных дифференциальных уравнений, описывающих движение частицы, движущейся под действием гравитационного притяжения второй частицы, зафиксированной в начале координат. Решением задачи Кеплера являются конические сечения — окружности, эллипсы, параболы и гиперболы». Если точнее, то «задача двух тел сводится к эквивалентной задаче о движении {\displaystyle \mu } точки — воображаемой точки с массой {\displaystyle \mu } и радиус-вектором r — в центрально симметричном поле с неподвижным центром». Моделирующее построение имеет вид, представленный на рисунке 
Уравнение сводится к виду:
,
где {\displaystyle \mu =m_{1}m_{2}/\left({m_{1}+m_{2}}\right)} — приведённая масса; {\displaystyle {\mathbf {r} }={\frac {m_{2}}{m_{1}+m_{2}}}{\mathbf {r'} }_{2}=-{\frac {m_{1}}{m_{1}+m_{2}}}{\mathbf {r'} }_{1}} — вектор, характеризующий относительное расположение точек.
Решение этого уравнения имеет вид:
{\displaystyle {\mathbf {M'} }_{0}{\mathbf {r} }=\mu \left[{\mathbf {rv} }\right]{\mathbf {r} }=0} ;
{\displaystyle t=\pm \int {\frac {dr}{\sqrt {{\frac {2}{\mu }}\left({E'_{0}-U_{eff}}\right)}}}+const} ;
{\displaystyle \varphi =\pm \int {\frac {{\frac {M'_{0}}{\mu r^{2}}}dr}{\sqrt {{\frac {2}{\mu }}\left({E'_{0}-U_{eff}}\right)}}}+const} ;
{\displaystyle U_{eff}=U\left(r\right)+{\frac {\left({M'_{0}}\right)^{2}}{2\mu r^{2}}}}; {\displaystyle U\left(r\right)=-{\frac {\alpha }{r}}}; {\displaystyle E'_{0}={\frac {\mu v^{2}}{2}}-U\left(r\right)},
где {\displaystyle \alpha } равно {\displaystyle \gamma m_{1}m_{2}} при гравитационном взаимодействии и {\displaystyle -q_{1}q_{2}} при электростатическом взаимодействии.
В зависимости от знака {\displaystyle E'_{0}} траектория будет гиперболической ({\displaystyle E'_{0}>0}), параболической ({\displaystyle E'_{0}=0}), эллиптической ({\displaystyle 0>E'_{0}>U_{eff}}) или окружностью ({\displaystyle E'_{0}=U_{eff}}).

### Задача трёх тел
Считается, что все решения задачи трёх тел описать невозможно. Поэтому практически все исследования в проблематике трёх тел касаются решения частных задач либрации малых тел в предположении малости исследуемого тела в поле двух других тел и в исследовании устойчивости периодических решений. В этом случае задача зачастую сводится к задаче двух тел. Ньютон был одним из первых, кто попытался решать такого типа частные задачи при исследовании Луны в поле Земли и Солнца, используя найденный им закон всемирного тяготения. Он показал, что годовое уравнение среднего движения Луны происходит от различного растяжения орбиты Луны силою Солнца. Также он нашёл, что в перигелии Земли, вследствие большей силы Солнца, апогей и узлы Луны движутся быстрее, нежели в её афелии, и притом в обратном отношении кубов расстояний Земли до Солнца; от этого происходят годовые уравнения этих движений, пропорциональные уравнению центра Солнца. При этом он вычислил отклонения орбиты Луны в апогее и перигелии Земли относительно Солнца и т. д..
Простейшие периодические решения для задачи трёх тел были открыты Эйлером [1765] и Лагранжем [1772]. Построенные из кеплеровых эллипсов, они являются единственными неявными решениями.
Пуанкаре нашёл инварианты периодических решений, построил решение в виде некоторого ряда и рассмотрел условия устойчивости.
В результате сегодня существует шесть основных подходов к решению задачи:
1. Метод Лапласа—Ньюкома;
2. Планетный метод Хилла;
3. Метод вариации произвольных постоянных;
4. Лунный метод Хилла;
5. Метод периодических орбит;
6. Метод Коуэлла.

Найденное К. Зундманом в 1912 году решение представляется в виде медленно сходящихся рядов. По теореме Римана эту область можно отобразить на круг единичного радиуса {\displaystyle \left|\tau \right|<1}, то есть решение задачи трёх тел представимо в виде функций параметра ½, голоморфных в круге {\displaystyle \left|\tau \right|<1}. Такие функции представимы в виде сходящихся во всём круге рядов по положительным степеням {\displaystyle \tau }. Таким образом, и решение задачи трёх тел представимо в виде

Путём весьма непростых оценок Зундман (1912 г.) доказал, что в качестве {\displaystyle G} можно взять полосу 
 и указал выражение для {\displaystyle \delta }. Как показал Белорицкий, для нужд вычислительной астрономии в «сходящихся» рядах Зундмана нужно брать как минимум {\displaystyle 10^{8\cdot 10^{6}}} членов и поэтому они непригодны для вычисления координат.
Периодические решения, как малые возмущения при установившемся движении малого тела в поле двух больших тел находятся через интеграл Якоби.
Класс периодических решений можно расширить при использовании точных аналитических решений для связанных колебаний материальных тел. При этом задача сводится в общем случае к системе трёх алгебраических уравнений.

### Общая задачаNтел
Сейчас широко распространено убеждение, что задача {\displaystyle N} тел для {\displaystyle N\geqslant 3} не может быть решена в том же смысле, что и задача двух тел. Фактически есть очень хорошее свидетельство, что общая задача N тел нерешаема. Однако со времени Ньютона по задаче N тел были написаны тысячи статей. Эти статьи содержат частные решения, асимптотические оценки, информацию о столкновении, существовании и несуществовании интегралов, рядов решений, бесстолкновительных сингулярностей и т. д..
Соответственно, используя методику построения решения для связанных колебаний трёх тел, ряд задач {\displaystyle N} тел может быть сведён к системе {\displaystyle N} алгебраических уравнений с последующим решением матричными методами. Данный подход в перспективе позволит аналитическими методами решать и класс задач непериодического финитного движения тел.